# Ottenburg (Eching)
Ottenburg ist ein Gemeindeteil der Gemeinde Eching im Landkreis Freising in Oberbayern. Das Dorf liegt circa drei Kilometer nordwestlich des Hauptortes Eching.

## Geschichte

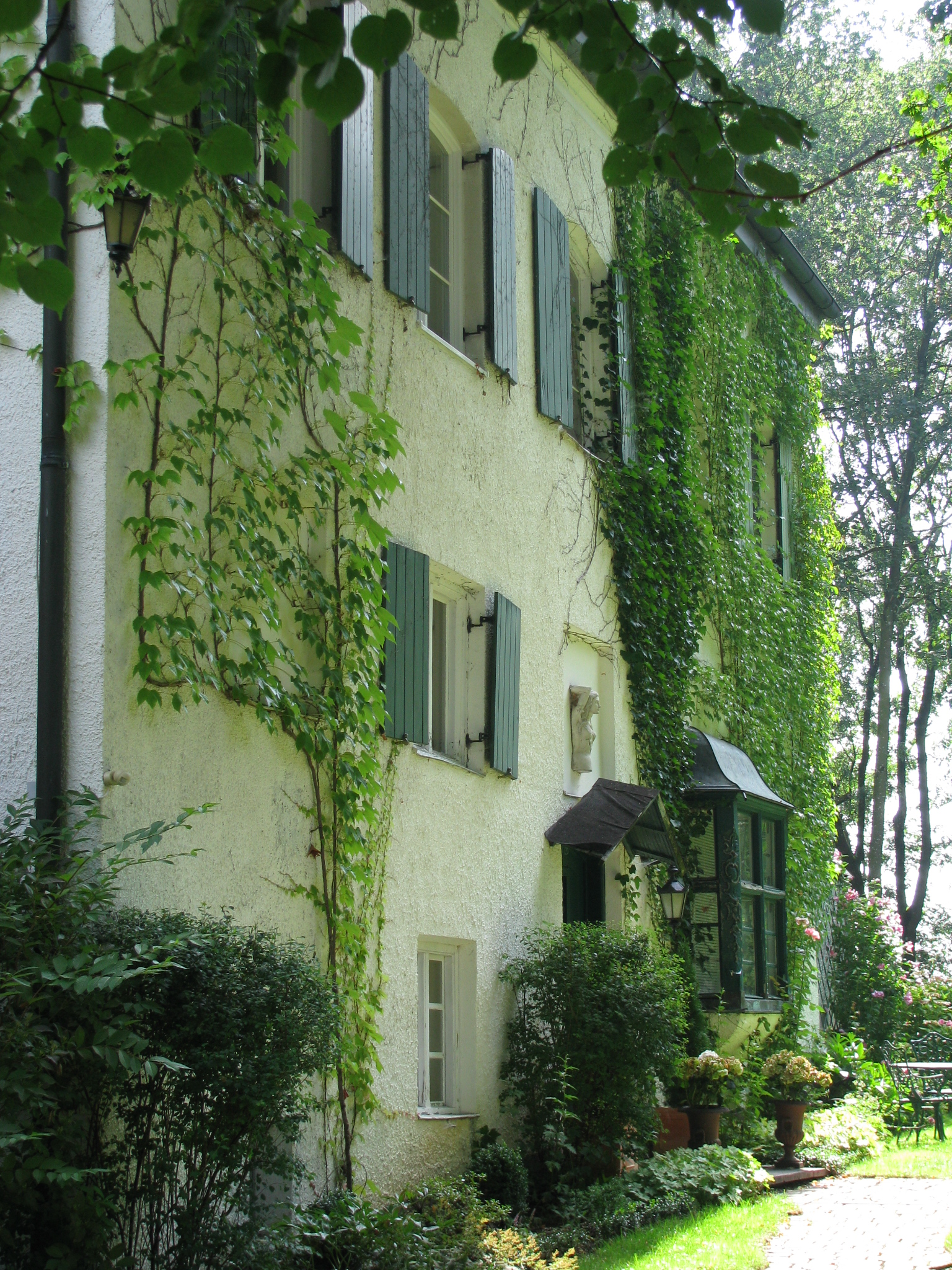
Schloss Ottenburg

Der Ort wird erstmals in einer Handschrift des Klosters Tegernsee aus 1020–1035 als „Otinpurk“ erwähnt (woraus hervorgeht, dass Ottenburg zu den dort genannten Säkularisationen von Herzog Arnulf ab ca. 907–914 bereits bestand). Um 1060 waren Welf (IV.) und Graf Kuno von Reipersberg Leheninhaber von Gütern in Outinpurch/Otinpurc. Danach erscheint Graf Ernst I., der erste sicher belegte Vorgänger der Grafen von Grögling-Hirschberg, bei einer Gutsübergabe zu Trudering an das Freisinger Domkapitel ca. 1082–1097 als Graf von Ottenburg.
Um 1150/58 erfolgte der Ausbau der mittelalterlichen Höhenburg unter Bischof Otto von Freising. Später saß der freisingische Pfleger im herrschaftlichen Schloss Ottenburg. 1632 verursachten die Schweden im Dreißigjährigen Krieg große Schäden. Ende des 17. Jahrhunderts wurde die Burg in ein „fürstbischöfliches Lustschloss“ umgebaut.
Ottenburg war eine geschlossene Hofmark des Hochstifts Freising, zu der auch Eching und Günzenhausen bis zum Jahr 1803 gehörten.
Ottenburg war seit der Gemeindegründung durch das bayerische Gemeindeedikt 1818 Teil der selbstständigen Gemeinde Günzenhausen mit den Orten Deutenhausen und Hörenzhausen. Im Zuge der Gebietsreform wurde am 1. Januar 1978 Ottenburg mit Günzenhausen der Gemeinde Eching eingegliedert.

## Baudenkmäler
- Schloss Ottenburg[4]